# Filip Forejtek
Filip Forejtek (ur. 3 listopada 1997) – czeski narciarz alpejski, uczestnik Zimowych Igrzysk Olimpijskich 2018.

## Kariera
Po raz pierwszy na arenie międzynarodowej pojawił się 12 grudnia 2013 roku podczas zawodów CIT w austriackim Leogang. Zajął wtedy w gigancie 61. miejsce. Debiut w Pucharze Świata zanotował 19 lutego 2016 roku, kiedy to w Chamonix zajął 49. miejsce w superkombinacji. Jak dotąd nie zdobywał jeszcze punktów do klasyfikacji generalnej Pucharu Świata.
Startował na Zimowych Igrzyskach Olimpijskich 2018 w Pjongczangu. Najlepiej zaprezentował się w gigancie, gdzie zajął 31. lokatę. Rok wcześniej startował na mistrzostwach świata w Sankt Moritz. Tam z kolei najlepszy wynik uzyskał w superkombinacji plasując się na 39. miejscu.
Czterokrotnie startował na juniorskich mistrzostwach świata. Najlepszy wynik osiągnął w zjeździe na mistrzostwach w 2018 roku w szwajcarskim Davos zajmując 5. miejsce.

## Osiągnięcia

### Igrzyska olimpijskie
| Miejsce | Dzień     | Rok  | Miejscowość | Konkurencja     | Czas biegu  | Strata  | Zwycięzca          |
| ------- | --------- | ---- | ----------- | --------------- | ----------- | ------- | ------------------ |
| DNF2    | 13 lutego | 2018 | Pjongczang  | Superkombinacja | -           | -       | Marcel Hirscher    |
| 38.     | 15 lutego | 2018 | Pjongczang  | Zjazd           | 1:44,79 min | +4,54 s | Aksel Lund Svindal |
| 34.     | 16 lutego | 2018 | Pjongczang  | Supergigant     | 1:28,06 min | +3,62 s | Matthias Mayer     |
| 31.     | 18 lutego | 2018 | Pjongczang  | Gigant          | 2:26,07 min | +8,03 s | Marcel Hirscher    |
| DNF1    | 22 lutego | 2018 | Pjongczang  | Slalom          | -           | -       | André Myhrer       |

### Mistrzostwa świata
| Miejsce | Dzień     | Rok  | Miejscowość  | Konkurencja     | Czas biegu  | Strata  | Zwycięzca       |
| ------- | --------- | ---- | ------------ | --------------- | ----------- | ------- | --------------- |
| 47.     | 12 lutego | 2017 | Sankt Moritz | Zjazd           | 1:44,97 min | +6,06 s | Beat Feuz       |
| 39.     | 13 lutego | 2017 | Sankt Moritz | Superkombinacja | 2:34,28 min | +7,95 s | Luca Aerni      |
| DNF1    | 17 lutego | 2017 | Sankt Moritz | Gigant          | -           | -       | Marcel Hirscher |

### Mistrzostwa świata juniorów
| Miejsce | Dzień       | Rok  | Miejscowość | Konkurencja     | Czas biegu  | Strata   | Zwycięzca            |
| ------- | ----------- | ---- | ----------- | --------------- | ----------- | -------- | -------------------- |
| DNF1    | 8 marca     | 2015 | Hafjell     | Gigant          | -           | -        | Henrik Kristoffersen |
| DSQ1    | 11 marca    | 2015 | Hafjell     | Superkombinacja | -           | -        | Loïc Meillard        |
| 54.     | 11 marca    | 2015 | Hafjell     | Supergigant     | 1:19,47 min | +3,60 s  | Miha Hrobat          |
| 63.     | 13 marca    | 2015 | Hafjell     | Zjazd           | 1:36,40 min | +6,78 s  | Henri Battilani      |
| 44.     | 27 lutego   | 2016 | Soczi       | Zjazd           | 1:14,74 min | +3,08 s  | Erik Arvidsson       |
| 47.     | 29 lutego   | 2016 | Soczi       | Supergigant     | 1:13,30 min | +3,35 s  | Matthieu Bailet      |
| 15.     | 1 marca     | 2016 | Soczi       | Superkombinacja | 2:03,18 min | +7,02 s  | Štefan Hadalin       |
| 30.     | 3 marca     | 2016 | Soczi       | Gigant          | 2:25,02 min | +10,70 s | Marco Odermatt       |
| 28.     | 5 marca     | 2016 | Soczi       | Slalom          | 1:46,50 min | +9,66 s  | Istok Rodeš          |
| 24.     | 8 marca     | 2017 | Åre         | Zjazd           | 1:25,20 min | +1,86 s  | Sam Morse            |
| 47.     | 9 marca     | 2017 | Åre         | Supergigant     | 1:20,49 min | +2,58 s  | Nils Alphand         |
| DNF2    | 11 marca    | 2017 | Åre         | Superkombinacja | -           | -        | Loïc Meillard        |
| 22.     | 13 marca    | 2017 | Åre         | Gigant          | 2:29,00 min | +3,77 s  | Loïc Meillard        |
| DNF1    | 14 marca    | 2017 | Åre         | Slalom          | -           | -        | Adrian Pertl         |
| 5.      | 31 stycznia | 2018 | Davos       | Zjazd           | 2:20,46 min | +0,28 s  | Marco Odermatt       |
| DNF1    | 2 lutego    | 2018 | Davos       | Supergigant     | -           | -        | Marco Odermatt       |
| DNF1    | 4 lutego    | 2018 | Davos       | Superkombinacja | -           | -        | Marco Odermatt       |